# Tulipán-csészegomba
A tulipán csészegomba (Sarcosphaera coronaria) a csészegombák rendjébe, a csészegombafélék családjába tartozó gombafaj, a Sarcosphaera nem egyetlen faja.

## Megjelenése
Apró termetű, esetenként közepes termetűre is megnövő gombafaj, mely elsősorban fenyőerdők talaján terem, rendszerint többedmagával, tavasszal, áprilistól májusig.
A gomba termőteste átlagosan 4 – 12 cm átmérőjű, fiatalon zárt, golyó alakú, majd később "kinyílik", csésze alakot véve fel, melynek szélei 5 - 10 cikkelyre hasadoznak be, a gombának tulipánszerű alakot kölcsönözve. Színe belül egyöntetűen lila, kívül barnásfehér. Húsa porcos, törékeny, elérheti a 0,5 cm-s vastagságot is. Színe fehér.
Enyhén mérgező gomba, mely hányást, hasmenést okozhat.
Spórája elliptikus, többnyire sima felületű, esetleg enyhén érdes. 7-9 µm x 14-22 µm méretű.
Spórapora világos, jellemzően fehér.

## Összetéveszthetősége
Laikus gombagyűjtő esetleg a többi, ehető csészegombafajjal tévesztheti össze, melyektől azonban egyértelműen megkülönbözteti egyedi, tulipánszerű alakja és lila színű belseje. Emellett a legkorábban termő csészegombafaj, rokonai nyáron és ősszel teremnek.

## Fogyaszthatóság
A gombát ne próbáljuk meg elfogyasztani, mert méreganyagot tartalmaz.

### Mérgezési tünetek
Fogyasztása után már akár fél óra múlva, de lehet, hogy csak három óra múlva, hányás, hasmenés jelentkezik.